# کن بریسول
کن بریسول (انگلیسی: Ken Bracewell؛ زادهٔ ۵ اکتبر ۱۹۳۶) بازیکن فوتبال اهل بریتانیا است.
از باشگاه‌هایی که در آن بازی کرده‌است می‌توان به باشگاه فوتبال مارگیت، باشگاه فوتبال ترانمره راورز، باشگاه فوتبال بری، باشگاه فوتبال لینکولن سیتی، باشگاه فوتبال نلسون، باشگاه فوتبال نوریچ سیتی، باشگاه فوتبال روچدیل، و باشگاه فوتبال برنلی اشاره کرد.